# Cobitis albicoloris
Cobitis albicoloris är en fiskart som beskrevs av Chichkoff 1932. Cobitis albicoloris ingår i släktet Cobitis och familjen nissögefiskar. Inga underarter finns listade i Catalogue of Life.